# Cryptotrioza mathuri
Cryptotrioza mathuri är en insektsart som beskrevs av Lahiri och Biswas 1979. Cryptotrioza mathuri ingår i släktet Cryptotrioza och familjen rundbladloppor. Inga underarter finns listade i Catalogue of Life.